# Скрипников, Сергей Александрович
Сергей Александрович Скрипников (род. 15 августа 1959, Москва) — советский и российский рок-музыкант и композитор.

## Биография
Родился 15 августа 1959 года в Москве. В 1977 году окончил факультет оркестрового дирижирования музыкального училища имени Октябрьской революции.
После окончания училища работал в театре-студии на Красной Пресне под руководством В. С. Спесивцева. В 1977—1979 годах служил в армии.
После армии работал в оркестре Гостелерадио СССР под управлением К. Кримца в качестве бас-гитариста, далее — в ВИА «Надежда» (1985—1986).
В середине 1980-х годов работал в различных филармониях, а также был бас-гитаристом в группах «Стресс», «Тайм Аут» (1987), «Слайды».
В 1990 году написал музыку для песни «Ветер (В потерянном мире)» на стихи Маргариты Пушкиной.
С 1989 по 1994 год был бас-гитаристом группы «Новый Завет», в составе которой записал 3 студийных альбома — «Аллилуйя» (1991), «Изгоняющий Дьявола» (1992) и «Apocalypse» (1993).
В 1995 году получил серьёзную травму правой руки, после чего сконцентрировался на композиторской деятельности.
В 2005 году начал сотрудничество с Маргаритой Пушкиной в рамках её проекта Margenta «Династия посвящённых». Первая песня Скрипникова «Мраморный Ангел» вошла в альбом «По ту сторону сна» 2006 года. Затем писал музыку для альбомов «Династия посвящённых» (2007), «Дети Савонаролы» (2009), «Sic Transit Gloria Mundi» (2013) и «Окситания» (2018).
Также в качестве композитора сотрудничал с группами «Кипелов», «Ольви», «Виконт» и другими.
Начиная с 2010 года написал музыку для 17 российских фильмов и сериалов.
В 2025 году выпустил фэнтези-мюзикл «Пирамида».

## Дискография

### Музыкант

#### Новый Завет
- Аллилуйя (1991) — бас-гитара (все песни)
- Изгоняющий Дьявола (1992) — бас-гитара (все песни)
- Apocalypse (1993) — бас-гитара (все песни)

#### Margenta
- По ту сторону сна (2006) — клавишные в песне «Мраморный Ангел»
- Дети Савонаролы (2009) — бас-гитара (3-14), клавишные (3, 8, 12-14)
- Sic Transit Gloria Mundi (2013) — клавишные (1, 7), бас-гитара (7)
- Окситания (2018) — бас-гитара

#### Ольви
- Сказочный сон (2009) — клавишные (1-3)

### Композитор

#### Margenta
- Ветер (В потерянном мире) (1990, сингл)
- По ту сторону сна (2006) — песня «Мраморный Ангел»
- Династия посвящённых (2007) — вся музыка
- Дети Савонаролы (2009) — вся музыка
- Цветок майорана (2010, сингл)
- Sic Transit Gloria Mundi (2013) — музыка (1, 7, 11)
- Окситания (2018)

#### Кипелов
- Лучшие песни (2009) — песня «Никто»

#### Виконт
- Не покоряйся судьбе! (2011) — соаранжировка (3, 6, 11)

#### Музыка к фильмам
- Подруги (2010)
- Участковый (сериал, 2011)
- Дублерша (сериал, 2011)
- Ночные ласточки (сериал, 2012)
- Семья (2012)
- Без срока давности (сериал, 2012)
- Легальный допинг (сериал, 2013)
- Тихая охота (сериал, 2013)
- Чарли (сериал, 2013)
- Идеальное убийство (2013)
- Спешите любить (2014)
- Военный корреспондент (2014)
- Лабиринты любви (2015)
- Пусть так будет (2015)
- Анна-детективъ (сериал, 2016)
- Красный (2016)
- Небеса подождут (сериал, 2020)